# Андресполь (гміна)
Гміна Андресполь (пол. Gmina Andrespol) — сільська гміна у центральній Польщі. Належить до Лодзький-Східного повіту Лодзинського воєводства.
Станом на 31 грудня 2011 у гміні проживало 12834 особи.

## Площа
Згідно з даними за 2007 рік площа гміни становила 23.77 км², у тому числі:
- орні землі: 38.00%
- ліси: 25.00%

Таким чином, площа гміни становить 4.76% площі повіту.

## Населення
Станом на 31 грудня 2011:
| Опис     | Загалом | Загалом | Чоловіки | Чоловіки | Жінки | Жінки |
| -------- | ------- | ------- | -------- | -------- | ----- | ----- |
| одиниця  | осіб    | %       | осіб     | %        | осіб  | %     |
| все      | 12834   | 100     | 6088     | 47.44    | 6746  | 52.56 |
| міське   | 0       | 100     | 0        |          | 0     |       |
| сільське | 12834   | 100     | 6088     | 47.44    | 6746  | 52.56 |

## Сусідні гміни
Гміна Андресполь межує з такими гмінами: Бжезіни, Бруйце, Колюшкі, Новосольна.